# Моа (остров)
Моа (англ. Moa Island) — остров в 90 км к северу от острова Терсди (Квинсленд, Австралия). Входит в группу островов Торресова пролива.

## География
Моа представляет собой крупный остров, расположенный в западной части группы островов Торресова пролива, примерно посередине между Папуа — Новой Гвинеей и Австралией. Ближайший остров, Баду, отделён от него трёхкилометровым проливом. Площадь Моа составляет 171,7 км² (это второй по величине остров в Торресовом проливе). Длина береговой линии — 52,6 км. Высшая точка достигает 399 м.
С геологической точки зрения остров Моа и соседний Баду представляют собой остатки существовавшей в период плейстоцена земельной перемычки между островом Новая Гвинея и континентом Австралия, а также являются северной оконечностью полуострова Кейп-Йорк, возникновение которого датируется примерно периодом голоцена. Сам остров Моа отделился от полуострова примерно в 8-6 тысячелетии до нашей эры.
Поверхность Моа преимущественно скалистая, покрытая редкой растительностью.

## История
В 1908 году на острове была основана миссия англиканской церкви.

## Население
В 2006 году на Моа проживало 439 человек. На острове имеется два населённых пункта: Кубин (201 человек в 2006 году), расположенный на южном побережье Моа, и Сент-Полз (238 человек в 2006 году) в северной части острова. Кубин преимущественно населяют выходцы с острова Принца Уэльского и других близлежащих островов, жители которых были переселены на Моа в 1870-х годах. В Сент-Полз в основном проживают выходцы с островов Тихого океана.